# Pterolophia quadrinodosa
Pterolophia quadrinodosa là một loài bọ cánh cứng trong họ Cerambycidae.